# Iuliana Simonfi
Iuliana Simonfi (n. 11 iulie 1956, Leu, județul Dolj, România – d. 24 octombrie 2019, Windhoek, Namibia) a fost o antrenoare română de gimnastică.
A fost componentă a lotului național de gimnastică în anii 1970. S-a stabilit ulterior în Namibia. Aici, fosta sportivă a deschis Academia de Gimnastică Simonfi. De asemenea, a fost și antrenoarea lotului de gimnastică al Namibiei. A antrenat clubul căruia i-a aparținut, CSM Baia Mare. A inițiat-o în gimnastică pe campioana Mirela Pașca, medaliată olimpic, mondial și european.